# Marcelinho Huertas
Marcelo Tieppo Huertas, plus connu sous le nom de Marcelinho Huertas, né le 25 mai 1983 à São Paulo, est un joueur brésilien de basket-ball.

## Biographie

### En club
Huertas fit ses débuts professionnels avec l'équipe de Paulistano en ligue brésilienne en 2002, puis avec l'équipe des Pinheiros.
Au début de la saison 2004-2005, il rejoint l'Europe et le club espagnol de Joventut Badalona où il restera 3 ans avant d'être prêté au club CBD Bilbao. C'est au Pays basque qu'il s'affirmera en étant nommé meilleur meneur de la Liga ACB (14,6 points, 2,7 rebonds, 3,9 passes et 1,6 interception de moyenne en 34 matchs).
Par la suite, Huertas s'engage pour le club italien de Fortitudo Bologne en signant un contrat de deux ans avec une année supplémentaire en option. Toutefois, en 2009, il rejoint à nouveau l'Espagne et le Pays basque, mais le club de Saski Baskonia (anciennement Tau Vitoria) cette fois.
En 2011, il rejoint le FC Barcelone. Le 6 juin 2012, lors du premier match de la finale du championnat d'Espagne face au Real Madrid, Marcelinho marque un panier décisif à l'ultime seconde depuis plus de 10 mètres qui donne la victoire au Barça.
En janvier 2014, Huertas est nommé meilleur joueur de la deuxième journée du Top 16 de l'Euroligue avec une évaluation de 30 (23 points, 7 passes décisives et 4 interceptions) dans une victoire du Barça contre Fenerbahçe Ülker.
Le 9 septembre 2015, alors âgé de 32 ans, il signe en NBA chez les Lakers de Los Angeles un contrat d'un an non garanti. Cette signature fait de lui le deuxième rookie le plus âgé de l'histoire de la NBA, derrière Pablo Prigioni.
Le 23 juillet 2019, il signe en faveur de l'Iberostar Tenerife pour deux saisons.

### En équipe nationale
Sous le maillot du Brésil, Huertas participe notamment aux championnats du monde 2006 au Japon et 2010 (8e de finale) en Turquie. Il a également pris part à trois compétitions continentales dont les Jeux panaméricains de 2007 qu'il remporte (médaille d'or).

## Clubs successifs
- 2001-2002 :  FMU São Paulo (en) (Ligue brésilienne)
- 2002-2003 :  Pinheiros (en) (Ligue brésilienne)
- 2003-2004 :  FMU São Paulo (Ligue brésilienne)
- 2004-2007 :  Joventut Badalone (Liga ACB)
- 2007-2008 :  CBD Bilbao (Liga ACB)
- 2008-2009 :  Fortitudo Bologne (Lega A)
- 2009-2011 :  Saski Baskonia (Liga ACB)
- 2011-2015 :  FC Barcelone (Liga ACB)
- 2015-2017 :  Lakers de Los Angeles (NBA)
- 2017-2019 :  Saski Baskonia (Liga Endesa)
- Depuis 2019 :  CB Canarias (Liga Endesa)

## Palmarès

### En club
- 2005-2006 : FIBA EuroCoupe 2005-2006 avec la Joventut Badalona
- Champion de Liga ACB : 2010, 2012 et 2014

### En équipe nationale
- 2006 : Médaille d'or au Championnat des Amériques à Saint-Domingue
- 2007 : Médaille d'or aux Jeux panaméricains à Rio de Janeiro
- 2009 : Médaille d'or au Championnat des Amériques à San Juan
- 2022 :  Finaliste du championnat des Amériques 2022

### Distinctions personnelles
- Nommé joueur ayant le plus progressé du championnat brésilien en 2003
- MVP du Championnat des Amériques en 2006
- Nommé dans le meilleur Cinq majeur (meneur) de Liga ACB lors de la saison 2007-2008
- MVP de la semaine 2 de l'Euroligue en 2010[5]
- Meilleur passeur de Liga Endesa 2019-2020 avec 8,1 passes décisives en moyenne par match, en 2023-2024 avec 6,4, et en 2024-2025 avec 6,9 passes décisives.
- MVP du championnat d'Espagne en 2024-2025.